# Здравеопазване в Турция
Здравеопазването в Турция е смесено – държавно и частно. През 2003 г. Турция въвежда универсално здравеопазване, известно като универсална здравна застраховка – Genel Sağlık Sigortası, която се финансира от допълнителна данъчна такса за работодателите, която към 2025 г. е 5%. Финансирането от публичния сектор покрива приблизително 75,2% от разходите за здравеопазване.
Въпреки универсалното здравеопазване общите разходи за здравеопазване като дял от брутния вътрешен продукт са най-ниските сред страните от ОИСР – 6,3% от БВП, което е много по-ниско от средното за ОИСР – 9,3%. Средната възраст в Турция е 30 години в сравнение със средната 43,9 години в страните от ЕС. Застаряването на населението е основната причина за по-високите разходи за здравеопазване в Европа. Очакваната продължителност на живота е 78,5 години, в сравнение със средната стойност за Европейския съюз от 81 години. Турция има висок процент на затлъстяване, като 29,5% от възрастното население е със затлъстяване.

## Покритие
В началото на XXI век и след 2010 г. в Турция се провеждат значителни здравни реформи, благодарение на които е постигнато универсално здравноосигурително покритие за населението и общото качество на здравните услуги е значително подобрено, като удовлетвореността на пациентите се повишава от 39,5% през 2003 г. до 75,9% през 2011 г.
Социалноосигурителният институт (Sosyal Guvenlik Kurumu, SGK) покрива следните медицински процедури:
- спешни случаи;
- трудови злополуки и професионални заболявания;
- инфекциозни заболявания;
- превантивни здравни услуги (употреба на вещества);
- раждане;
- извънредни събития (наранявания от война и природни бедствия);
- лечение на безплодието при жени под 39 години;
- козметична хирургия, считана за необходима от медицинска гледна точка.

Въпреки че някои болници са сключени с договори със Социалноосигурителния институт и предлагат стоматологични грижи, в повечето случаи пациентите трябва да разчитат на частни стоматологични услуги и са отговорни за покриването на разходите. В допълнение, пациентите трябва частично да покрият разходите за някои лекарства с рецепта и амбулаторни услуги.

## Здравен туризъм
Турция е известна със своя здравен туризъм. През първите шест месеца на 2018 г. почти 178 хиляди туристи посещават страната със здравна цел, от тях 67% са използвали частни болници, 24% държавни болници и 9% университетски болници. На 13 юли 2017 г. влиза в сила Наредба за международния здравен туризъм и туристическото здравеопазване, тя се прилага само за тези, които идват специално за лечение.

## Частно здравеопазване
Турция има голям частен сектор на здравеопазването в допълнение към обществените здравни услуги. Тези частни здравни услуги често предлагат по-кратки списъци на чакащи и услуги с по-високо качество. Повечето банки и застрахователни компании предлагат здравни планове и сключват договори с определени болници и лекари.
Турската здравна система преди е била доминирана от централизирана държавна система, управлявана от Министерството на здравеопазването. През 2003 г. управляващата Партия на справедливостта и развитието въвежда мащабна програма за здравна реформа, насочена към увеличаване на съотношението между частното и държавното здравно осигуряване и предоставяне на здравни грижи на по-голям дял от населението. През 2013 г. Статистическият институт на Турция посочва, че за здравеопазване годишно се харчат 76,3 милиарда турски лири, като 79,6% от финансирането идва от Института за социално осигуряване, а по-голямата част от останалата част (15,4%) идва от лични средства на пациентите. По данни на Световната банка през 2015 г. в Турция има 27 954 лечебни заведения, 1,7 лекари на всеки 1000 души и 2,54 легла на 1000 души.
До началото на 10-те години на XXI век в Турция съществува схема, наречена зелена карта (Yeşil Kart), която е била разработена, за да помогне на социални групи с ниски доходи да получат медицинска помощ. През 2010 г. разходите за тази система се равняват на 40 милиарда турски лири. Поради този факт през 2011 г. системата е реформирана и броят на хората, които биха могли да се възползват от тази система, е намален. След универсалния закон за здравно осигуряване от 2012 г. системата за зелена карта е премахната.

## Финансиране
През 2015 г. Турция има най-ниските разходи за здравеопазване в Европа – 6,4% от брутния вътрешен продукт. През 2019 г. общите разходи за здравеопазване според данни на Статистическия институт на Турция надхвърлят 201 милиарда турски лири.